# Perilampus aureoviridis
Perilampus aureoviridis is een vliesvleugelig insect uit de familie Perilampidae. De wetenschappelijke naam is voor het eerst geldig gepubliceerd in 1833 door Walker.